# Johann Deisenhofer
Johann Deisenhofer sinh ngày 30.9.1943 tại Zusamaltheim, Dillingen, Bayern là nhà hóa sinh người Đức đã cùng với Hartmut Michel và Robert Huber đoạt giải Nobel Hóa học năm 1988 cho công trình nghiên cứu của họ nhằm xác định cấu trúc của một phức hệ protein gắn với màng và những đồng nhân tố (co-factors) là thiết yếu cho việc quang hợp.

## Cuộc đời
Johann Deisenhofer là con đầu lòng của Johann Deisenhofer và bà Thekla. Năm 1949, ông học trường tiểu học ở Zusamaltheim tới năm 1956. Sau đó ông học trường "Knabenmittelschule HI. Kreuz", Donanwoerth, từ năm 1957 tới 1959 học trường "Staatliche Realschule Wertingen", từ năm 1959 tới 1963 học trường trung học "Holbein Gymnasium", Augsburg và tốt nghiệp trung học năm 1963.
Sau khi thi hành nghĩa vụ quân sự 18 tháng, cuối năm 1965 ông vào học ngành vật lý ở Đại học Kỹ thuật München và đậu bằng cử nhân vật lý. Tuy nhiên sau đó, ông lại chuyển sang nghiên cứu hóa học ở Viện Hóa sinh Max Planck tại Martinsried, Tây Đức từ tháng 6 năm 1971, và đậu bằng tiến sĩ vào cuối năm 1974.

## Sự nghiệp
Cùng với Michel và Huber, Deisenhofer đã xác định được cấu trúc 3 chiều của một phức hệ protein tìm thấy trong một số vi khuẩn quang hợp. Phức hệ protein màng này, được gọi là trung tâm phản ứng quang hợp (photosynthetic reaction center), được biết là đóng một vai trò quyết định trong việc khởi xướng một kiểu quang hợp đơn giản.
Từ năm 1982 tới năm 1985, ba nhà khoa học trên đã sử dụng Tinh thể học tia X để xác định cách sắp xếp chính xác của hơn 10.000 nguyên tử tạo thành phức hệ protein. Nghiên cứu của họ đã làm tăng sự hiểu biết tổng quát về các cơ chế của sự quang hợp và cho thấy sự tương đồng giữa các quá trình quang hợp của thực vật và của vi khuẩn.
Ông tiếp tục nghiên cứu ở Viện Hóa sinh Max Planck tới năm 1988, rồi sang Hoa Kỳ gia nhập đội ngũ các nhà khoa học của Viện Y học Howard Hughes và ban giảng huấn của "Phân khoa Hóa sinh" ở University of Texas Southwestern Medical Center (Trung tâm Y học vùng tây nam của Đại học Texas).
Deisenhofer hiện phục vụ trong Ban cố vấn của Hội Scientists and Engineers for America, một tổ chức tập trung vào việc thúc đẩy khoa học lành mạnh trong chính phủ Mỹ.

## Giải thưởng và Vinh dự
- Giải Lý sinh học của Hội Vật lý Hoa Kỳ (1986)
- Giải Otto Bayer (1988)
- Giải Nobel Hóa học (1988)
- Hội viên Academia Europaea (Viện Hàn lâm châu Âu)
- Hội viên Hiệp hội Khoa học tiên tiến Hoa Kỳ
- Viện sĩ Viện Hàn lâm Khoa học quốc gia Hoa Kỳ